# Cinema +
Cinema + es un canal de televisión por suscripción colombiano cuya programación se basa en los géneros del cine autor y cine independiente. Además, emite anime, documentales y películas eróticas.

## Historia
Fue lanzado en noviembre de 1991 por Royal Net Televisión.